# مانوئل راموس (بازیکن فوتبال)
مانوئل راموس (انگلیسی: Manuel Ramos; c.1910 – ?) بازیکن فوتبال اهل آرژانتین بود.
از باشگاه‌هایی که در آن بازی کرده‌است می‌توان به باشگاه اتلتیکو ایندپندینته اشاره کرد.